# Paradaemonia championi
Paradaemonia championi är en fjärilsart som beskrevs av L.Sonthonnax 1904. Paradaemonia championi ingår i släktet Paradaemonia och familjen påfågelsspinnare. Inga underarter finns listade i Catalogue of Life.